# Echinomuricea peterseni
Echinomuricea peterseni är en korallart som beskrevs av Johan Teodor Hedlund 1890. Echinomuricea peterseni ingår i släktet Echinomuricea och familjen Plexauridae. Inga underarter finns listade i Catalogue of Life.